# 小行星6688
小行星6688（6688 Donmccarthy）是一颗绕太阳运转的小行星，为主小行星带小行星。该小行星于1981年3月2日发现。

## 轨道参数
小行星6688的轨道半长轴为3.1071971 UA，离心率为0.171。